# لج القطابية (عبس)

تعديل مصدري - تعديل

لج القطابية هي إحدى قرى عزلة بني حسن بمديرية عبس التابعة لمحافظة حجة، بلغ تعداد سكانها 82 نسمة حسب تعداد اليمن لعام 2004.